# IC 352
IC 352 ist eine elliptische Galaxie vom Hubble-Typ E3 im Sternbild Eridanus am Südsternhimmel. Sie ist schätzungsweise 458 Millionen Lichtjahre von der Milchstraße entfernt und hat einen Durchmesser von etwa 80.000 Lj.

Im selben Himmelsareal befinden sich die Galaxien NGC 1434, NGC 1447, NGC 1450.
Das Objekt wurde am 7. Dezember 1893 vom französischen Astronomen Stéphane Javelle entdeckt.